# Platja des Través
Platja des Través (auch Platja des Port de Sóller) ist ein Strand an der Nordwestküste der spanischen Baleareninsel Mallorca. Er befindet sich im Nordwesten der Gemeinde Sóller innerhalb der Ortschaft Port de Sóller. Der 610 Meter lange und 15 Meter breite Strand aus Kies und Sand liegt an der Uferstraße Passeig des Través, hinter der die Bebauung des Ortes beginnt.

## Lage und Beschreibung
Die Platja des Través befindet sich an der Ostseite der Badia de Sóller („Bucht von Sóller“), einer natürlichen Hafenbucht an der Nordwestküste Mallorcas zwischen dem Cap Gros und der kleinen Halbinsel Racó de Santa Caterina mit den Landspitzen Punta de sa Creu und es Bufador. Die südwestliche Begrenzung des Strandes bildet dabei die Mündung des Torrent Major, eines Sturzbaches (katalanisch Torrent), der aus Sóller kommend dort durch den Zusammenfluss mehrerer kleinerer Bäche gespeist wird. Der Strand zieht sich vom Torrent Major an der Ostseite der Bucht nordwärts bis zur Hafenanlage von Port de Sóller, wobei er in der Mitte durch einen sandlosen Bereich mit Felssteinen unterbrochen ist.

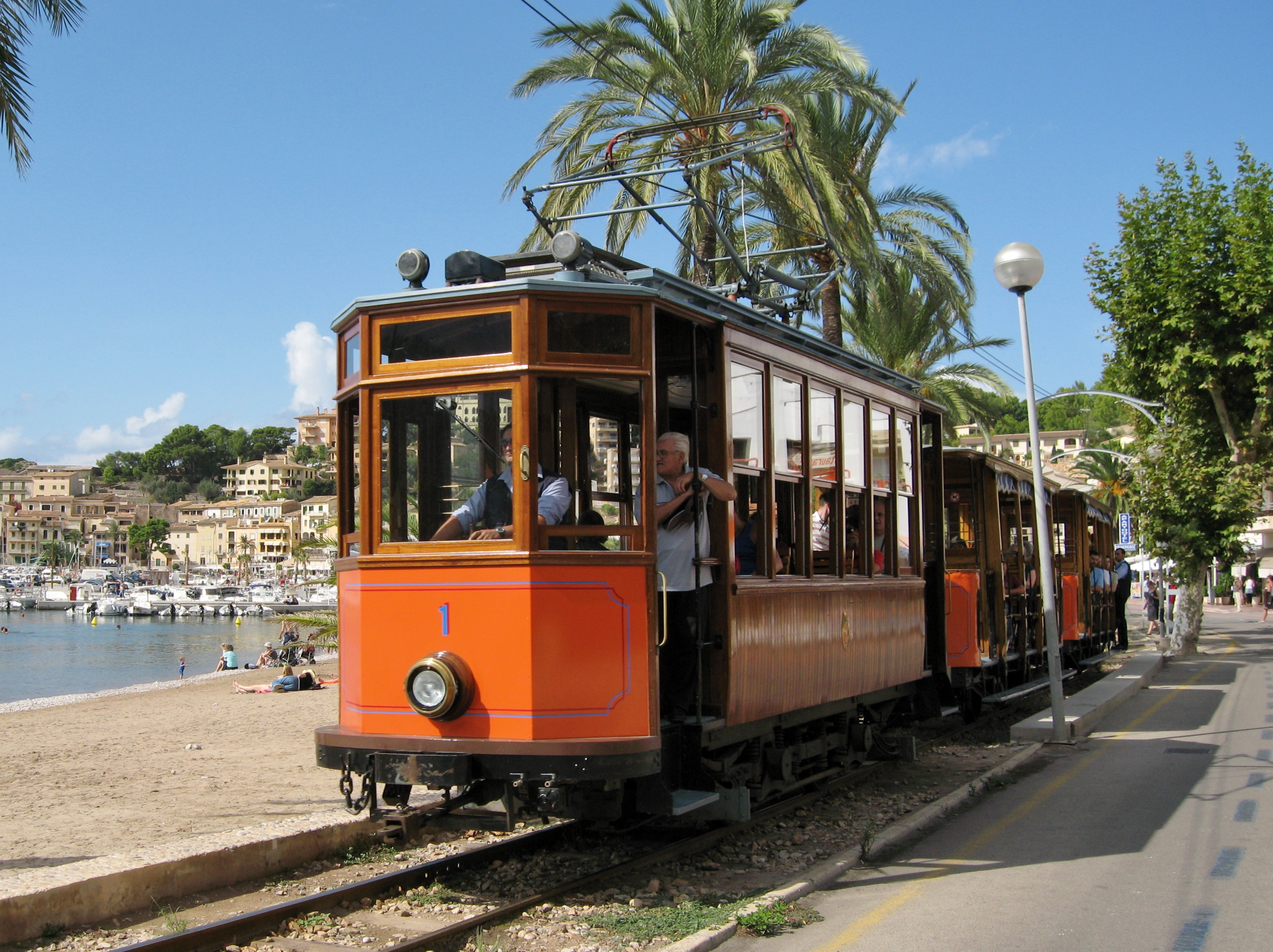
Die Tramvia de Sóller vor dem Strand

Hinter dem Platja des Través verläuft die Trasse der Tramvia de Sóller, der Straßenbahn von Port de Sóller nach Sóller. Mehrere Haltestellen der Bahn befinden sich unmittelbar neben dem Strand. Die Straßenbahnstrecke biegt am Südwestende des Strandes, an der Plaça de sa Torre, vom Meeresufer ins Landesinnere ab, wo sie an der Ostseite dem Verlauf des Torrent Major folgt. Der Torrent Major bildet auch die Grenze der Platja des Través zur weiterführenden Platja den Repic, dem Strand an der Südseite der Badia de Sóller.
Durch die Ortslage wird die Platja des Través stark besucht. Am Strand gibt es Duschen sowie an der Nordseite einen Sonnenschirm-, Liegen- und Tretbootverleih. Der etwas grobe Sand des Strandes wird in der Saison täglich gereinigt. Die von 10 Uhr bis 18 Uhr durch Rettungsschwimmer überwachte Platja des Través fällt flach ins Meer ab. Die Grenze des Schwimmbereichs ist durch Bojen gekennzeichnet, um diesen vom Schiffsverkehr zu trennen, der den nördlich angrenzenden Hafen von Port de Sóller anläuft. Die Hafenanlagen von Port de Sóller sind gut zu einsehbar. Der sandlose Bereich des Strandes reicht etwa von der Carrer de Lepanto im Norden bis zur südlichen Carrer d’Alaró. In den Untergeschossen der Bebauung am Passeig des Través hinter dem Strand befinden sich Restaurants, Bars, Cafés und Geschäfte. Der Uferbebauung schließt sich im Osten die Urbanització des Través an, eine Siedlung, die in den Berghang des sa Mola hineingebaut ist.

## Zugang

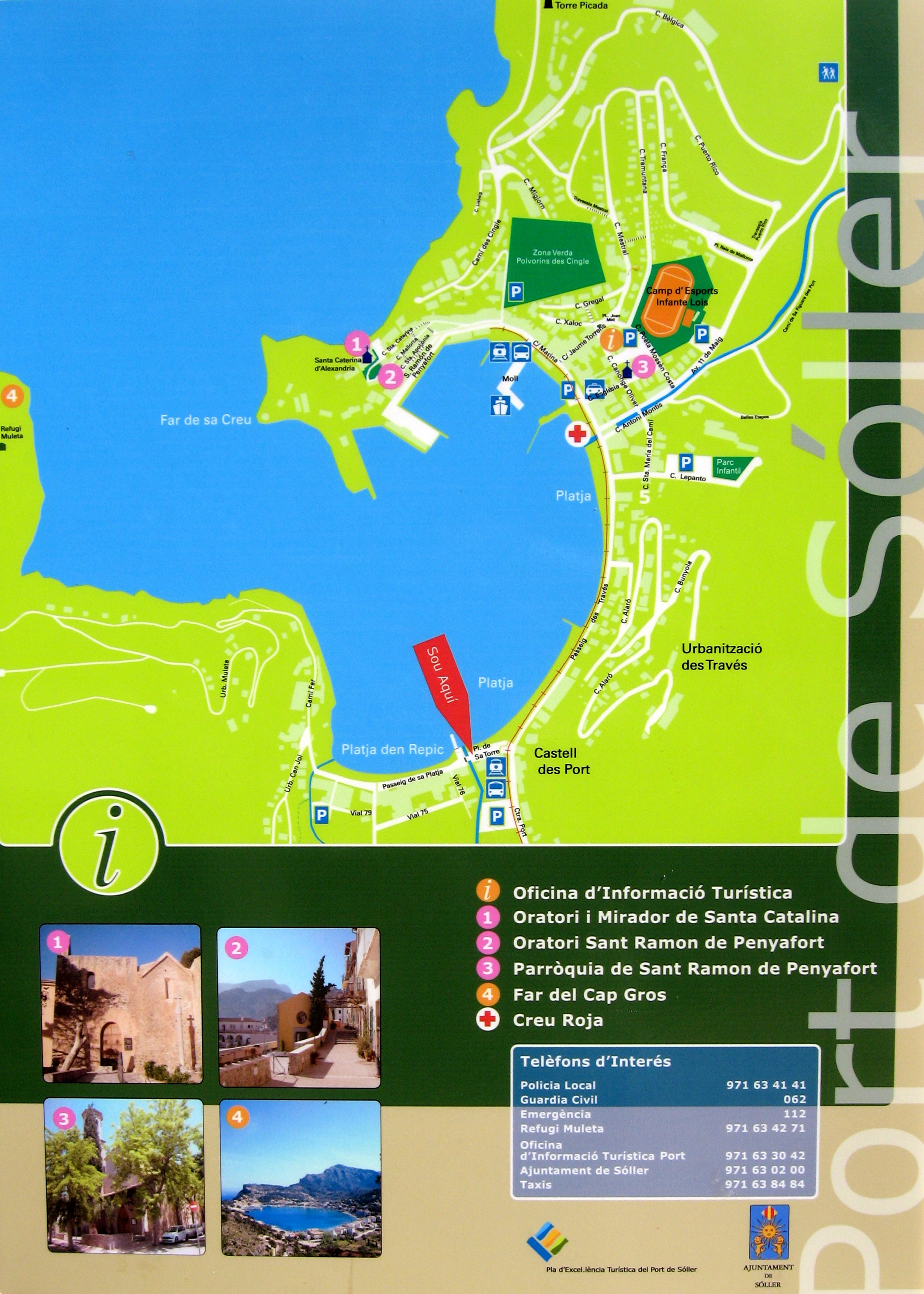
Informationstafel südwestlich des Strandes

Die Platja des Través besitzt mehrere Strandzugänge aus dem Ort Port de Sóller. An der Ostseite des Strandes fährt die Straßenbahn von Sóller über s’Horta nach Port de Sóller mit mehreren Haltestellen am Strand. Von Sóller nach Port de Sóller führt die Landstraße MA-11. Die alte Anbindung des Ortes, die Carretera del Port, geht in den Passeig des Través über und führt hinter dem Strand entlang. Daneben besteht seit 2007 eine Verbindung durch den Túnel de sa Mola, der östlich des Hafens endet.